# Homo plebis ultimae tour
Albums de Hubert-Félix Thiéfaine
Scandale mélancolique tour
(2007) VIXI Tour XVII
(2016)
Homo plebis ultimae tour est le huitième album en public d'Hubert-Félix Thiéfaine. Il a été enregistré et filmé le 9 décembre 2011 au Zénith de Nantes lors de la tournée faisant suite à la sortie de l'album Suppléments de mensonge. La version DVD inclut en bonus la chanson Ad Orgasmum Aeternum enregistrée aux Eurockéennes de Belfort le 29 juin 2012.
Cet album est dédié « à la mémoire de Jean Théfaine », journaliste et auteur de la biographie : Hubert Félix Thiéfaine ; jours d'orage.

## Pistes

### Disque 1
1. Annihilation (10:35)
2. Fièvre résurrectionnelle (3:47)
3. Lorelei sébasto cha (3:42)
4. Soleil cherche futur (3:33)
5. Infinitives Voiles (5:18)
6. Petit matin, 4.10, heure d'été (6:22)
7. Le Chant du fou (5:11)
8. Confession d'un never been (5:02)
9. Les Dingues et les Paumés (5:07)
10. L'Étranger dans la glace (3:44)
11. Sweet Amanite Phalloide Queen (5:17)
12. Solexine et Ganja (6:21)

### Disque 2
1. 113e cigarette sans dormir (5:29)
2. Narcisse 81 (3:32)
3. Garbo XW Machine (4:38)
4. Mathématiques souterraines (5:18)
5. Ta vamp orchidoclaste (3:32)
6. La Ruelle des morts (3:51)
7. Autorisation de délirer (1:39)
8. Alligators 427 (8:17)
9. Les Ombres du soir (9:00)
10. La Fille du coupeur de joints (6:28)
11. Les Filles du sud (5:04)
12. Lobotomie Sporting Club (4:31)

Il existe également un DVD/Blu-ray de ce concert.